# ピロティ酸
ピロティ酸（英語: piloty's acid）は、化学式が C6H5SO2N(H)OH の有機化合物である。白色の固体で、ヒドロキシルアミンのベンゼンスルホン酸誘導体である。化学反応や生化学反応で使われる反応性が高い化学種のニトロキシル源の1つである。